# Grèzes (Haute-Loire)
Grèzes ist eine französische Gemeinde mit 184 Einwohnern (Stand: 1. Januar 2022) im Département Haute-Loire in der Region Auvergne-Rhône-Alpes (vor 2016 Auvergne). Sie gehört zum Arrondissement Brioude, zum Gemeindeverband Les Rives du Haut Allier sowie zum Kantonen Gorges de l’Allier-Gévaudan.

## Geografie
Grèzes liegt etwa 45 Kilometer westsüdwestlich von Le Puy-en-Velay. Das Gemeindegebiet wird vom Fluss Seuge und seinem Zufluss Pontajou durchquert. Umgeben wird Grèzes von den Nachbargemeinden Saugues im Norden und Osten, Esplantas-Vazeilles im Südosten, Chanaleilles im Süden sowie Le Malzieu-Forain im Westen und Südwesten.

## Bevölkerungsentwicklung
| Jahr                       | 1962 | 1968 | 1975 | 1982 | 1990 | 1999 | 2006 | 2017 |
| Einwohner                  | 511  | 451  | 391  | 365  | 316  | 257  | 225  | 198  |
| Quellen: Cassini und INSEE |      |      |      |      |      |      |      |      |

## Sehenswürdigkeiten

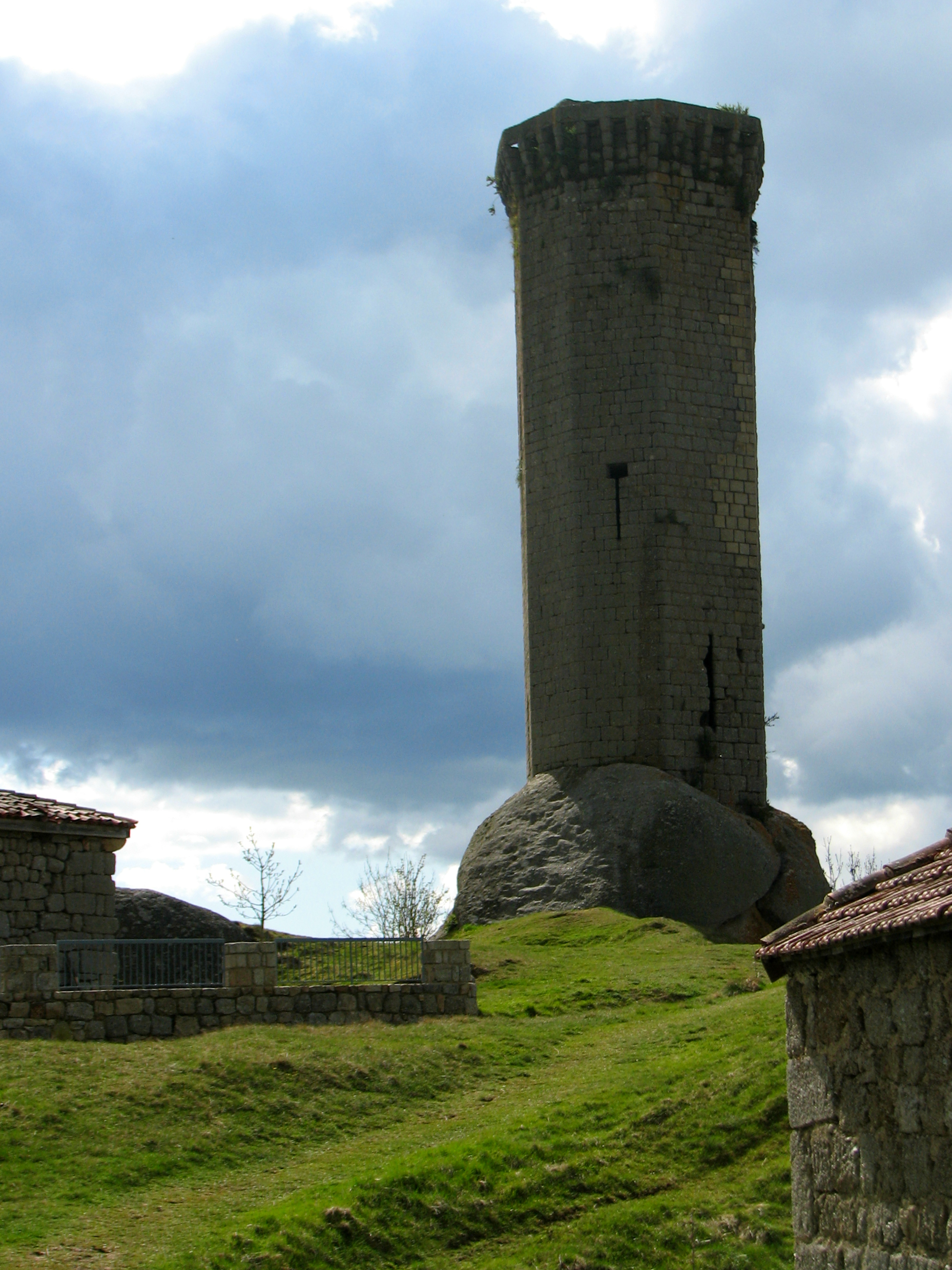
Turm von La Clauze

- Kirche Saint-Pierre aus dem 12. Jahrhundert, Monument historique
- Turm von La Clauze, Reste einer Burg aus dem 13. Jahrhundert